# گارگین لوونیان
گارگین لوونیان (ارمنی: Գարեգին Ջիվանու Լևոնյան؛  زادهٔ ۲۱ نوامبر ۱۸۷۲ - درگذشته ۲۸ اکتبر ۱۹۴۷) تاریخ‌نگار ادبی، تاریخ‌نگار هنر، ویراستار، مترجم و استاد دانشگاه اهل ارمنستان بود.

## زندگی‌نامه
وی در ۲۱ نوامبر ۱۸۷۲ در آلکساندراپول به دنیا آمد و از آکادمی امپریال هنر سنت پطرزبورگ (۱۹۰۱) فارغ‌التحصیل گشت. وی عضو اتحادیه نویسندگان اتحاد شوروی بود. وی در دانشکده علوم الهی گئورگیان و مدرسه نرسیسیان فعالیت می‌کرد. وی در تفلیس و مسکو سکونت داشته است. همچنین برندهٔ جوایزی همچون چهره هنری شایسته ارمنستان شوروی () شده‌است. وی در ۲۸ اکتبر ۱۹۴۷ در سن ۷۴ سالگی در ایروان درگذشت.

## نگارخانه

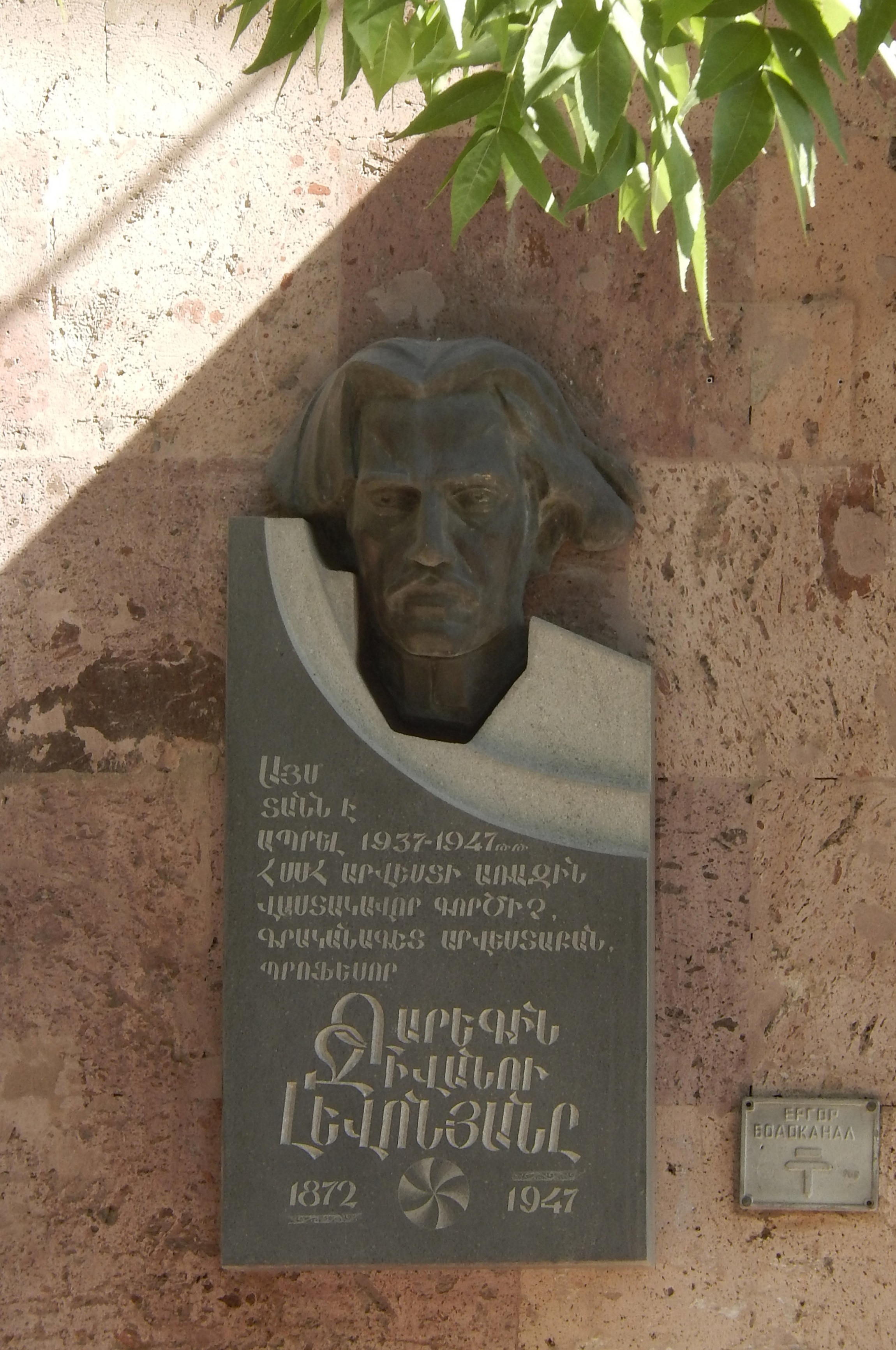

## یادداشت
1. ↑  Գ. Լ. , Գոշ, Գրասեր, Լ. , Ճռինչ, Մեֆիստոֆել, Շավարշ, Վաղինակ